# البرز
البرز رشته‌کوهی در بخش شمالی ایران است. ریشهٔ نام آن در زبان اوستایی هره بره زئیتی و در زبان پهلوی هره بُرز است و ریشه نام البرز در زبان پارسی میانه هَرْبورْزْ می‌باشد.
این رشته کوه از سوی باختر از جمهوری آذربایجان آغاز می‌شود و در سوی شرق تا درون ترکمنستان و افغانستان دنباله می‌یابد. بخش بزرگی از البرز در راستای کنارهٔ جنوبی دریای مازندران کشیده شده است. در این بخش، جبههٔ شمالی البرز سرسبز و جبههٔ جنوبی آن خشک است. یک دلیل این دوگانگی وجود رشته کوه البرز است که همچون سدّی طبیعی از گذر رطوبتِ برخاسته از دریای مازندران به سوی جنوب جلوگیری می‌کند و بیشتر این رطوبت در جبههٔ شمالی البرز می‌بارد.
بلندترین کوه البرز و ایران، کوه دماوند (۵۶۱۰ متر) است که در استان مازندران، شهرستان آمل، در منطقه لاریجان قرار دارد. دامنه‌ها و دره‌های البرز از تفرجگاه‌های مهم مردم استان‌های مازندران، تهران، زنجان، البرز، گیلان، اردبیل، قزوین، سمنان و گلستان است. از مهم‌ترین رودهای دامنهٔ شمالی البرز سفیدرود و دامنه‌های جنوبی کرج و جاجرود را می‌توان نام برد. قله‌های بسیاری برای کوهنوردی در این رشته کوه وجود دارند که می‌توان از میان آنها دماوند، علم‌کوه، سماموس، خلنو، آزادکوه، شاه‌البرز، سیالان، وروشت، دوبرار، توچال، شاه‌وار و پهنه‌حصار را نام برد.

## ویژگی‌های زمین‌شناسی و جغرافیایی

موقعیت البرز در ایران

از دید چینه‌شناسی و زمین‌ساخت (تکتونیک)، رشته کوه البرز به سه بخش خاوری (شرقی)، مرکزی و باختری (غربی) بخش‌بندی می‌شود. البرز باختری از رودخانه آستاراچای تا دره سپیدرود، البرز مرکزی از دره سپیدرود تا دره فیروزکوه و رود تالار، و البرز خاوری از دره فیروزکوه تا گرگان‌رود و مرز خراسان کشیده شده است. البرز باختری بخش مهمی از کوه‌های تالش را در برمی‌گیرد. این کوه‌ها از گردنه حیران تا غرب شهرستان هشتپر کمابیش به خط راست به سمت جنوب سپس به سوی جنوب‌شرقی امتداد یافته و در جنوب شهرستان رشت به دره سپیدرود می‌پیوندد.
در دامنه‌های شمالی این نوار کوهستانی، چشم‌انداز طبیعی ویژه‌ای شکل گرفته است که از لحاظ حجم و تراکم پوشش گیاهی و درجه حاصل‌خیزی در ایران منحصر به فرد به‌شمار می‌آید. در دامنه شمالی البرز و در ارتفاع حدود ۲۵۰۰ متری از سطح دریا، جنگلهای خزان‌دار کوهستانی آغاز می‌گردد که با چهره‌ای متنوع همراه با انواع گونه‌های درختی تا جنگل‌های انبوه و بعضاً غیرقابل نفوذ دشتهای پست خزر جنوبی امتداد می‌یابد.
تاریخ زمین‌شناسی سلسله البرز به نوبه خود بسیار پیچیده است؛ به کرات در حین چین‌خوردگی‌ها یا بعد از آن پدیده‌های آتشفشانی ظاهر شده‌اند. مهم‌ترین مرحلهٔ این چین‌خوردگی‌ها به دورهٔ نومولیتیک می‌رسد. فرسایشی که طبیعتاً از بالا آمدن کوه‌ها ناشی می‌گردد بر اثر حرکات زمین و بروز چین‌خوردگیها و گسل‌ها در دورهٔ میوسن و پلیوسن متوقف مانده است. این حرکات و عوارض ناشی از آن حتی تا دوران چهارم نیز ادامه داشته است. دستگاه‌های آتشفشانی غالباً وسعت کمی را اشغال می‌نمایند ولی ارتفاع آنها قابل توجه است. این امر به‌خصوص می‌تواند با جوان بودن سعیرهای آتشفشانی در این مناطق در ارتباط باشد. البرز مرکزی به‌طرف مغرب در بالای منطقهٔ قزوین، سلسله البرز کم‌ارتفاع‌تر شده و تراکم و گسترش سنگهای آذری در آن اهمیت می‌یابد. به‌جانب مشرق، این بخش سلسله امامزاده هاشم را تشکیل داده و راهی که تهران را به دره علیای هراز اتصال می‌دهد از آن می‌گذرد. سلسله امامزاده هاشم در حقیقت طاقدیسی است که به طرف جنوب خمیدگی یافته و در آن ماسه‌های سرخ قدیمی و طبقات کربونیفر دیده می‌شود.

## واژه‌شناسی
در اوستا «هره برزَیتی» Harā Bərəzaitī پهلوی «هربرز» مرکب از دو جزء: هر، به معنی کوه و برز به معنی بالا و بلند و بزرگ. در ادبیات پارسی «برزکوه» هم به معنی البرز آمده و ترجمهٔ تحت‌اللفظی آن است.

## اسطوره‌شناسی

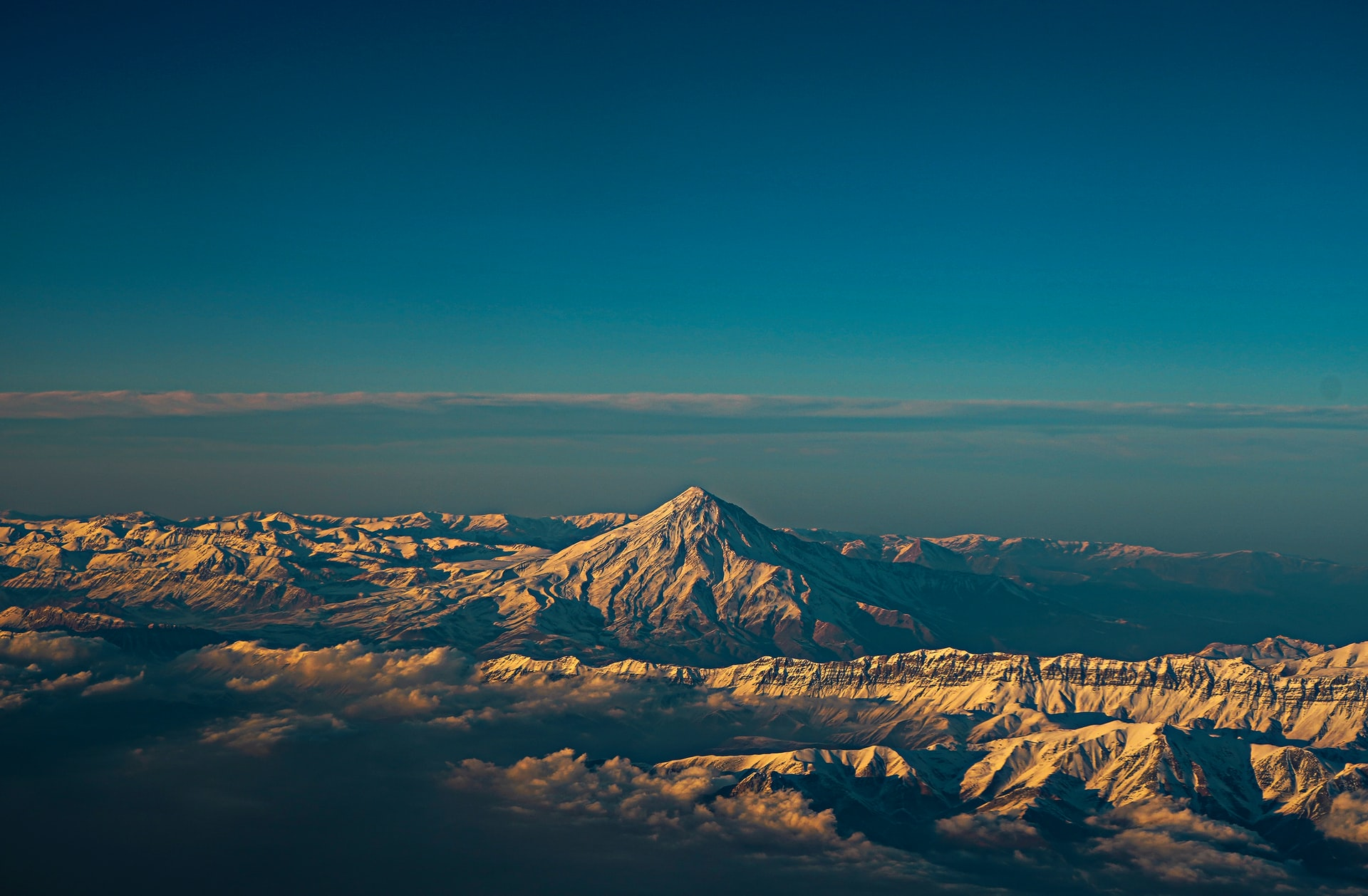
غروب دماوند

رشته کوه البرز و قلهٔ دماوند و به خصوص قارن کوه در ناحیهٔ شمال سمنان نقش برجسته‌ای در متون تاریخی طبرستان و افسانه‌های ایرانی دارند. در افسانه‌های کهن از رشته کوه البرز تحت عنوان تیراگ نام برده‌اند که در واژه‌نامه کتاب سوشیانس نیز از آن یاد شده است.
بر اساس اعتقادات ایرانیان، کوه مقدس البرز، وسط زمین قرار دارد و به آسمان پیوسته است و طبق باوری کهن، زایش مهر را از آذرخش دو قطعه سنگ در کوه البرز می‌دانند. پل چینوت هم که بر اساس باور ایرانیان باستان، روح انسانها پس از مرگ، برای رسیدن به بهشت یا دوزخ باید از آن بگذرند هم در البرز قرار داشته است. در ایران به لحاظ جغرافیای طبیعی هم کوه یک اصل بوده و اگر کوه نبود، آب و جنگل نبود و فلات ایران اینگونه شکل نمی‌گرفت بنابراین کارکردهای بسیار و دست نیافتنی بودن البرز در گذشته سبب شده بود تا معانی بسیاری برای ایرانیان داشته باشد که این مسئله هم در دوره مهرپرستی، هم دوره زرتشتی و هم دوران اسلام، قابل مشاهده است.

## البرز در بندهش
در کتاب بندهش در بخش آفرینش قسمت کوه‌ها آمده است:
«نخستین کوهی که فراز رست البرز ایزدی بخت بود. از آن پس، همه کوه‌های دیگر به هیجده سال فرا رستند. البرز تا به‌سر رسیدن هشتصد سال می‌رست: دویست سال به ستاره پایه، دویست سال تا به ماه پایه، دویست سال تا به خورشیدپایه، دویست سال تا به بالای آسمان. چنین گوید که دیگر کوه‌ها از البرز فراز رستند به‌شمار دوهزار و دویست و چهل و چهار کوه است»
و در ادامه نام‌های آن‌ها را ذکر می‌کند.
در بخش پیدایش رودها در کتاب بندهش از البرز به عنوان نقطه پیدایش رودهای ایران یاد شده که از آن رودهای بسیار جاری شده است و به گوشه گوشه ایران گسترش یافته نام برده می‌شود و بیان می‌شود که رودی به سمت خراسان و رودی به سمت آسورستان و رودی به سمت دجله و رودی از سپاهان (اصفهان) به خوزستان و رودی به سمت دیلمان و رودی به سمت گرگان و رودی به سمت آذربایجان جاری شده است

## پیش از تاریخ

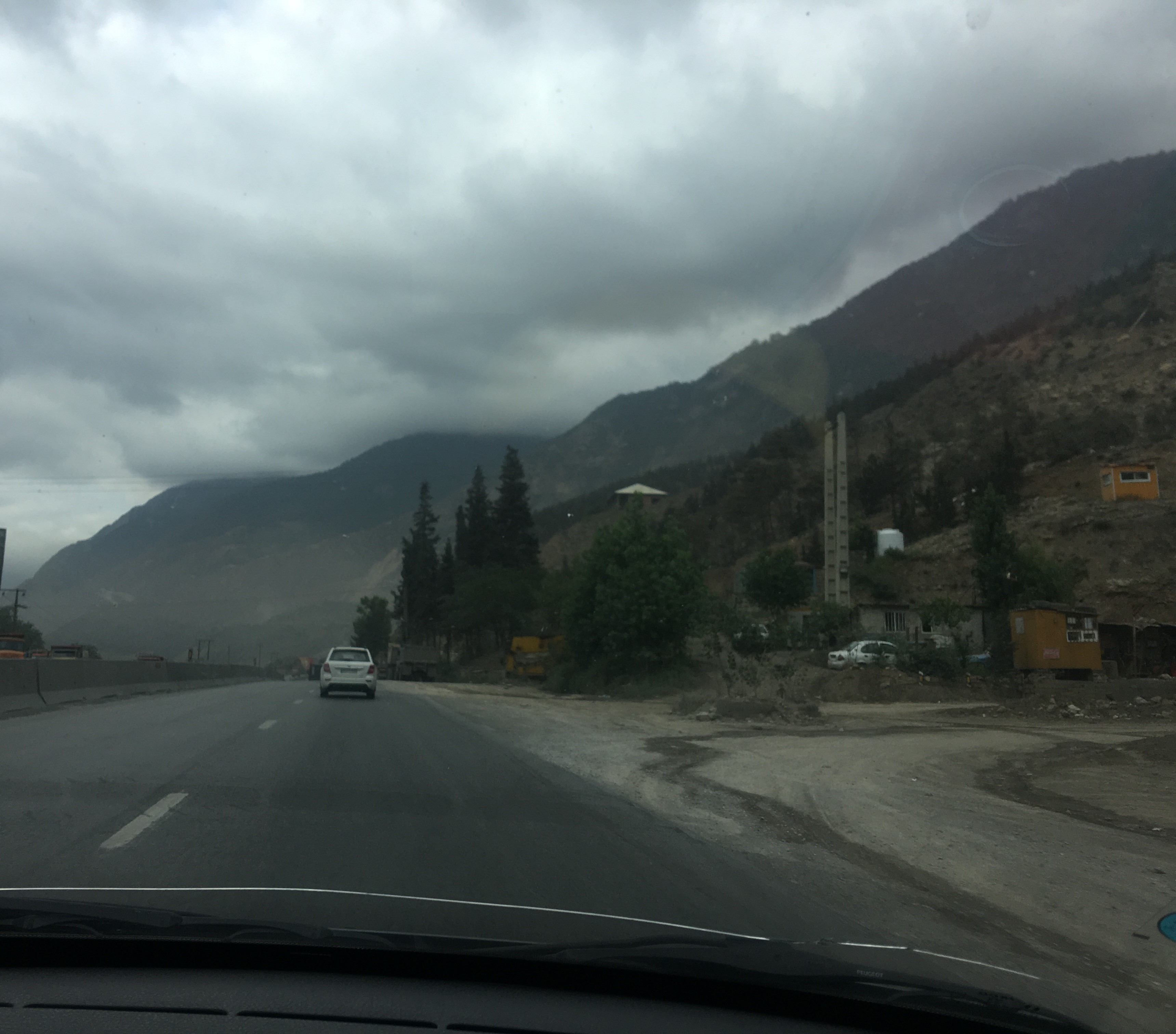
تصویری از رشته کوه البرز از جاده ی هراز

قدیمی‌ترین آثار سکونت انسان در البرز در غار دربند رشی در گیلان یافت شده که طبق کاوشهای باستان‌شناسی و تاریخ گذاری آنها بیش از ۲۰۰ هزار سال قدمت دارد. انسانهای اواخر دوره پارینه سنگی قدیم از این غار به‌طور فصلی استفاده می‌کردند. بقایای خرس منقرض شده‌ای موسوم به خرس غار نیز در این محل یافت شده است آثار سکونت انسانهای نئاندرتال در غارهای بوزیر در تالش و کیارام در گرگان کشف شده است از دوره پارینه سنگی جدید که انسان هوشمند وارد البرز شد، آثاری در گرم رود کشف شده است
از اواخر دوران پارینه سنگی که باستان شناسان فراپارینه سنگی یا میان سنگی می‌گویند، آثار مهمی در غارهای کمربند، هوتو، ال تپه و کمیشان در اطراف بهشهر یافت شده که بین ۱۲ تا ۱۵ هزار سال قدمت دارند در مجموع انسانهای اولیه ساکن البرز حداقل از حدود ۲۰۰ هزار سال پیش تا پایان عصر یخبندان در حدود ۱۲ هزار سال پیش در این منطقه وسیع از طریق شکار و گردآوری امرار معاش می‌کردند. فسیل حیوانات یافت شده نشان می‌دهد که گاو وحشی، مارال، آهو و فک از شکارهای مهم در این دوران بوده‌اند

## البرز مرکزی

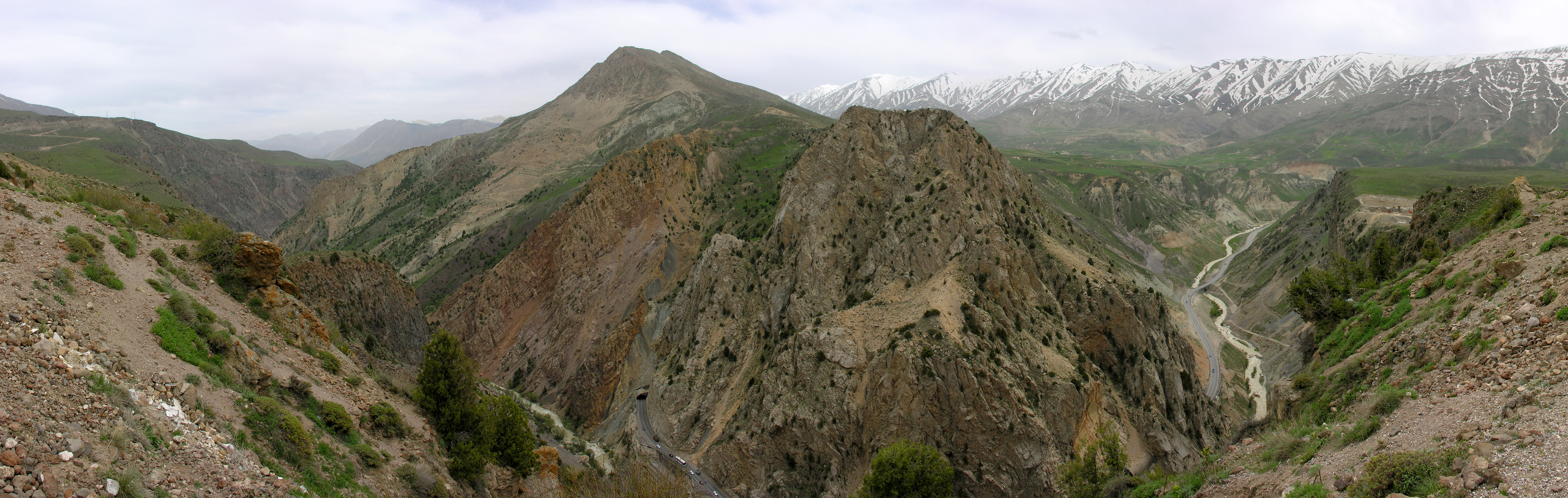
نمایی از جاده هراز و بخشی از رشته کوه البرز در منطقه زیار، بخش لاریجان در شهرستان آمل استان مازندران

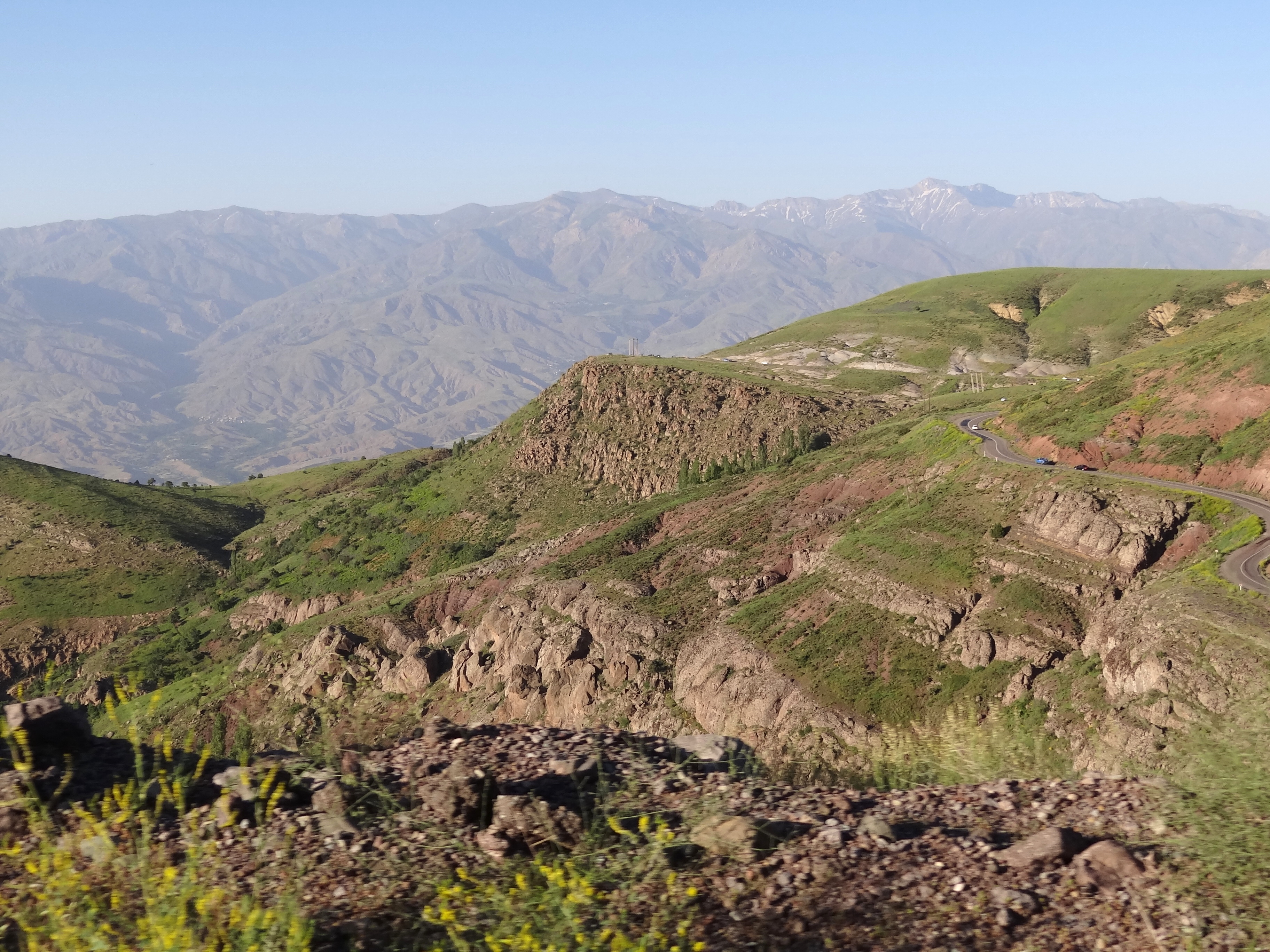
نمایی از طبیعت البرز در منطقه الموت

رشته‌کوه البرز؛ در پس‌زمینه قلهٔ دماوند را می‌توان دید؛ عکس از ارتفاع ۴۰۰۰ متری (اثر والتر میتل‌هولتسر در سال ۱۳۰۳)

| 1 | علم‌کوه    |
| 2 | آزادکوه   |
| 3 | دماوند    |
| 4 | دوبرار    |
| 5 | دوخواهران |
| 6 | قلعه‌گردن  |
| 7 | گرگ       |
| 8 | خلنو      |
| 9 | مهرچال    |

| 10 | میشینه‌مرگ       |
| 11 | ناز             |
| 12 | شاه البرز       |
| 13 | سیالان          |
| 14 | توچال           |
| 15 | وروشت           |
| 16 | پهنه‌حصار        |
|    | D پیست دیزین    |
|    | E امامزاده هاشم |

|  | K تونل کندوان |
|  | * سد لتیان    |
|  | ** سد لار     |
|  | ‎-۲۵–۵۰۰ متر   |
|  | ‎۵۰۰–۱۵۰۰ متر  |
|  | ‎۱۵۰۰–۲۵۰۰ متر |
|  | ‎۲۵۰۰–۳۵۰۰ متر |
|  | ‎۳۵۰۰–۴۵۰۰ متر |
|  | ‎۴۵۰۰–۵۶۱۰ متر |

| 1 | علم‌کوه    |
| 2 | آزادکوه   |
| 3 | دماوند    |
| 4 | دوبرار    |
| 5 | دوخواهران |
| 6 | قلعه‌گردن  |
| 7 | گرگ       |
| 8 | خلنو      |
| 9 | مهرچال    |

| 10 | میشینه‌مرگ       |
| 11 | ناز             |
| 12 | شاه البرز       |
| 13 | سیالان          |
| 14 | توچال           |
| 15 | وروشت           |
| 16 | پهنه‌حصار        |
|    | D پیست دیزین    |
|    | E امامزاده هاشم |

|  | K تونل کندوان |
|  | * سد لتیان    |
|  | ** سد لار     |
|  | ‎-۲۵–۵۰۰ متر   |
|  | ‎۵۰۰–۱۵۰۰ متر  |
|  | ‎۱۵۰۰–۲۵۰۰ متر |
|  | ‎۲۵۰۰–۳۵۰۰ متر |
|  | ‎۳۵۰۰–۴۵۰۰ متر |
|  | ‎۴۵۰۰–۵۶۱۰ متر |

| 1 | الموت  |
| 2 | چالوس  |
| 3 | دوهزار |
| 4 | هراز   |

| 5 | جاجرود |
| 6 | کرج    |
| 7 | کجور   |
| 8 | لار    |

| 9  | نور    |
| 10 | سرداب  |
| 11 | سه‌هزار |
| 12 | شاه‌رود |

| 1 | الموت  |
| 2 | چالوس  |
| 3 | دوهزار |
| 4 | هراز   |

| 5 | جاجرود |
| 6 | کرج    |
| 7 | کجور   |
| 8 | لار    |

| 9  | نور    |
| 10 | سرداب  |
| 11 | سه‌هزار |
| 12 | شاه‌رود |

| 1 | آمل |

| 2 | چالوس |

| 3 | کرج |

| 1 | آمل |

| 2 | چالوس |

| 3 | کرج |

کوه‌های مرتفع رشته کوه البرز
- دماوند، ۵۶۱۰ متر
- علم کوه، ۴۸۵۰ متر
- خرسان شمالی، ۴۶۸۰ متر
- خرسان جنوبی، ۴۶۵۹ متر
- تخت سلیمان، ۴۶۵۹ متر
- سیاه‌سنگ، ۴۶۰۹ متر
- هفت خوان، ۴۵۳۷ متر
- چالون، ۴۵۱۶ متر
- سیاه گوک جنوبی، ۴۵۰۰ متر
- سیاه گوک شمالی، ۴۴۴۵ متر
- سیاه کمان، ۴۴۷۲ متر
- شانه کوه، ۴۴۶۵ متر
- کالو، ۴۴۱۲ متر
- گردونکوه، ۴۴۰۲ متر
- میان سه چال، ۴۳۴۸ متر
- آزاد کوه، ۴۳۹۸ متر
- خلنو، ۴۳۷۵ متر
- ناظر بزرگ (شکر لقاس)، ۴۳۵۰ متر
- لشگرک، ۴۲۵۶ متر
- پالان گردن، ۴۲۵۰ متر
- سیالان، ۴۲۵۰ متر
- کلون بستک، ۴۲۰۰ متر
- زرین کوه (ماسه چال)، ۴۲۰۰ متر
- شاه البرز، ۴۲۰۰ متر
- خشچال، ۴۱۸۰ متر
- سرکچال، ۴۱۵۰ متر
- وروشت، ۴۱۰۰ متر
- خرسنگ، ۴۱۰۰ متر
- ناز، ۴۱۰۰ متر
- کهار، ۴۰۵۰ متر
- آلانه سر، ۴۰۵۰ متر
- کرما کوه، ۴۰۲۰ متر
- پسند کوه، ۴۰۰۰ متر
- سیاه لیز، ۳۹۷۵ متر
- توچال، ۳۹۶۰ متر
- مهرچال، ۳۹۲۰ متر
- آتشکوه، ۳۸۵۰ متر
- شاه‌نشین، ۳۸۵۰ متر
- زرین کوه، ۳۸۵۰ متر
- نیزوا، ۳۸۱۰ متر
- سماموس، ۳۶۲۰ متر
- خرو و نرو، ۳۶۰۹ متر
- کوه لوارک، ۳۵۶۰ متر
- کلک‌چال، ۳۳۵۰ متر
- کوه لیچه، ۲۸۷۸ متر
- ارفع کوه، ۲۸۵۰ متر
- کوه مزرا، ۲۴۲۰ متر
- کوه سه‌پایه، ۲۲۰۰ متر

### کوه مرتفع غرب
- کوه‌های تالش

### دیگر کوه‌های مرتفع شرق
- شاهوار ۳۹۴۵متر (بلندترین قله البرز شرقی)
- چالویی (دامغان)۳۸۵۰ متر
- گاوکشان ۳۸۱۳متر
- نیزوا ۳۸۱۰ متر
- کهکشان ۳۸۰۰متر
- کرکسی (دامغان) ۳۷۰۰متر
- قله قدمگاه ۳۶۵۱ متر
- نمازگاه ۳۶۰۵متر
- ناقاره خانه ۳۶۰۵متر
- شاهدارکوه (دامغان)۳۲۵۲متر
- بادله کوه (دامغان)۳۲۲۰متر
- بینالود ۳۲۱۱ متر (واقع در رشته کوه بینالود)
- کوه گر (سبزوار) ۲۹۲۴ متر (واقع در رشته کوه‌های جغتای)

## قلل بالای ۴۰۰۰ متر ارتفاع با برجستگی (ارتفاع نسبی) بیش از ۳۰۰ متر
- دماوند ۵۶۱۰ متر، برجستگی ۴۶۶۱ متر
- علم کوه، ۴۸۲۸ متر، برجستگی ۱۸۴۸ متر
- کالاهو، ۴۴۱۲ متر، برجستگی ۳۰۵ متر
- آزادکوه، ۴۳۹۸ متر، برجستگی ۹۸۰ متر
- خلنو، ۴۳۷۵ متر، برجستگی ۷۴۶ متر
- دوخواهران، ۴۳۱۰ متر، برجستگی ۶۴۴ متر
- ناظر بزرگ (شکر لقاس)، ۴۲۶۰ متر، برجستگی ۵۱۰ متر
- کمانکوه، ۴۲۳۴ متر، برجستگی ۵۳۳ متر
- آویدر، ۴۲۸۶ متر، برجستگی ۵۰۳ متر
- زرین کوه (ماسه چال)، ۴۱۹۸ متر، برجستگی ۴۵۱ متر
- سرکچال، ۴۱۹۴، برجستگی ۳۱۷ متر
- سیالان، ۴۱۶۰ متر، برجستگی ۱۱۶۰ متر
- کلون بستک، ۴۱۵۶ متر، برجستگی ۳۵۹ متر
- شاه البرز، ۴۱۲۵ متر، برجستگی ۹۳۱ متر
- ناز، ۴۱۰۸ متر، برجستگی ۱۰۱۸ متر
- دوبرار، ۴۰۸۲ متر، برجستگی ۱۳۵۲ متر
- کهون، ۴۰۷۵ متر، برجستگی ۳۴۲ متر
- وروشت، ۴۰۲۵ متر، برجستگی ۸۵۲ متر
- کرما کوه، ۴۰۲۰ متر، برجستگی ۳۵۹ متر
- پرچنان، ۴۰۱۵ متر، برجستگی ۱۱۴۴ متر
- سات، ۴۰۰۳ متر، برجستگی ۴۲۸ متر